# Noureddine Morceli
Noureddine Morceli (arabsko نور الدين مرسلي), alžirski atlet, * 28. februar 1970, Ténès, Alžirija.
Morceli je osvojil naslov olimpijskega prvaka v teku na 1500 m leta 1996 ter v isti disciplini tri zaporedne naslove svetovnega prvaka, v letih 1991, 1993 in 1995. V treh različnih disciplinah je postavil svetovni rekord, v teku na 1500 m 6. septembra 1992, veljal do julija 1998, v teku na miljo 5. septembra 1993, veljal do julija 1999, ter v teku na 3000 m 2. avgusta 1994, veljal do septembra 1996. 16. novembra 2013 je bil sprejet v Mednarodni atletski hram slavnih.